# Swanea
Swanea är ett släkte av insekter. Swanea ingår i familjen Morabidae.
Kladogram enligt Catalogue of Life:
| Swanea | \| \| Swanea carbolineata \| \| \| \| \| \| Swanea laticornis \| \| \| \| |
|        | \| \| Swanea carbolineata \| \| \| \| \| \| Swanea laticornis \| \| \| \| |
|        | Swanea carbolineata                                                       |
|        |                                                                           |
|        | Swanea laticornis                                                         |
|        |                                                                           |